# Темешешть (Марамуреш)
Темешешть, Темешешті (рум. Tămășești) — село у повіті Марамуреш в Румунії. Входить до складу комуни Арініш.
Село розташоване на відстані 408 км на північний захід від Бухареста, 34 км на південний захід від Бая-Маре, 86 км на північ від Клуж-Напоки.

## Населення
За даними перепису населення 2002 року у селі проживали 333 особи, усі — румуни. Усі жителі села рідною мовою назвали румунську.